# Peloneustes
Peloneustes ("bahenní plavec") je vyhynulý rod jurského mořského plaza z čeledi Pliosauridae, žijícího na území dnešní Anglie (souvrství Oxford clay). Tento mořský dravec žil asi před 165 miliony let (stupeň kelloway) a dosahoval délky jen kolem 3 metrů, čímž patřil k nejmenším známým zástupcům své čeledi. Formálně byl popsán britským paleontologem Richardem Lydekkerem v roce 1889.

## Popis
Stejně jako jeho příbuzní vykazoval Peloneustes krátký krk, poměrně velkou a robustní hlavu a proudnicovitý tvar těla. Byl schopen rozdrtit mohutnými čelistmi pevné schránky amonitů a belemnitů, kteří zřejmě představovali jeho hlavní zdroj potravy. K tomuto účelu měl také uzpůsobené zuby, kterých byl menší počet a byly tupě zakončené.